# 末永國紀
末永 國紀（すえなが くにとし、1943年2月 - ）は、日本の地方経済史学者、同志社大学名誉教授。

## 略歴
福岡県遠賀郡香月町（現・北九州市八幡西区）生まれ。1967年同志社大学経済学部卒業、1973年同大学院経済学研究科博士課程単位取得退学、1997年「近代近江商人経営史論」で経済学博士（同志社大学）。1973年京都産業大学経済学部専任講師、1978年助教授、1985年教授。1990年同志社大学経済学部教授。2013年定年、名誉教授。
2025年、瑞宝中綬章受章。
1988年財団法人近江商人郷土館館長、1996年滋賀県近江商人研究ネットワーク委員会座長。

## 著書
- 『近代近江商人経営史論』有斐閣 (同志社大学経済学研究叢書 1997
- 『近江商人 現代を生き抜くビジネスの指針』2000 中公新書
- 『近江商人学入門 CSRの源流「三方よし」』サンライズ出版 淡海文庫 2004
- 『日系カナダ移民の社会史 太平洋を渡った近江商人の末裔たち』ミネルヴァ書房 2010
- 『近江商人三方よし経営に学ぶ』ミネルヴァ書房 2011
- 『近江商人と三方よし 現代ビジネスに生きる知恵』モラロジー研究所 2014

## 論文
- <末永国紀